# Friedrich Hiller von Gaertringen (historien)
Ne doit pas être confondu avec Friedrich Hiller von Gaertringen (épigraphiste).
Johann Friedrich Wilhelm Karl August Bernhard Alexander baron Hiller von Gaertringen (né le 15 janvier 1923 à Stuttgart et mort le 25 octobre 1999) est un historien allemand qui travaille, entre autres, comme rédacteur au Bureau de recherche historique militaire.

## Biographie
Hiller von Gaertringen est issu d'une famille noble du Wurtemberg. Il est le fils d'un officier qui sert dans le 20e régiment d'uhlans (de), son grand-père maternel est le conseiller de la Cour administrative supérieure royale prussienne et l'homme politique DNVP Kuno von Westarp. Hiller von Gaertringen est co-seigneur à Gärtringen et Ditzingen et sert pour la dernière fois comme lieutenant dans la Wehrmacht.
Après la Seconde Guerre mondiale, il étudie l'histoire et en 1955, il obtient son doctorat sous la direction de Hans Rothfels à la Faculté de philosophie de l'Université Eberhard Karl de Tübingen avec sa thèse Zur Entstehungsgeschichte und Kritik der Denkwürdigkeiten des Fürsten Bülow. Il est ensuite assistant au séminaire d'histoire. Durant cette période, Hiller von Gaertringen publie notamment des mémoires du ministre de la Reichswehr Wilhelm Groener et auteur de plusieurs articles du DBE et du NDB. Ses recherches sur la légende du coup de poignard dans le dos sont considérées comme importantes ; il publie notamment des articles à ce sujet dans Aus Politik und Zeitgeschichte (de). Un centre d'intérêt particulier est la recherche sur la résistance contre le national-socialisme, par exemple la publication et le commentaire des journaux d'Ulrich von Hassell.
De 1977 à 1988, il est historien et éditeur au Bureau de recherche historique militaire (MGFA) à Fribourg-en-Brisgau.

## Honneurs
- Chevalier d'honneur de l'Ordre de Saint-Jean

## Travaux (sélection)
- Fürst Bülows Denkwürdigkeiten. Untersuchungen zu ihrer Entstehungsgeschichte und ihrer Kritik (= Tübinger Studien zur Geschichte und Politik. Nr. 5). Mohr (Siebeck), Tübingen 1956.
- (Hrsg.): Wilhelm Groener: Lebenserinnerungen. Jugend, Generalstab, Weltkrieg (= Deutsche Geschichtsquellen des 19. und 20. Jahrhunderts. Band 41). Mit einem Vorwort von Peter Rassow (de), Vandenhoeck & Ruprecht, Göttingen 1957.
- Die Deutschnationale Volkspartei, in: Das Ende der Parteien. Darstellungen und Dokumente. Hrsg. von Erich Matthias und Rudolf Morsey, Droste, Düsseldorf 1960, S. 543–652.
- (Hrsg. mit Waldemar Besson (de)): Geschichte und Gegenwartsbewusstsein in Historischen Betrachtungen und Untersuchungen. Festschrift für Hans Rothfels zum 70. Geburtstag, dargebracht von Kollegen, Freunden und Schülern. Vandenhoeck & Ruprecht, Göttingen 1963.
- „Dolchstoß“-Diskussion und „Dolchstoßlegenden“ im Wandel von vier Jahrzehnten. Bundeszentrale für politische Bildung, Bonn 1970.
- Die Familie Hiller von Gaertringen und das adelige Gut seit 1634. In: Fritz Heimberger (Hrsg.): Gärtringen. Geschichte einer Gemeinde. Vaas, Langenau-Ulm 1982, S. 83–100  (ISBN 3-88360-032-6).
- Kavallerie-Regiment 18. Kameradschafts-Treffen am 8./9. Oktober 1983. Franckh, Stuttgart 1983.
- (Hrsg.): Ulrich von Hassell: Die Hassell-Tagebücher 1938–1944, Aufzeichnungen vom Andern Deutschland. Nach der Handschr. rev. und erw. Ausg. / unter Mitarb. von Klaus Peter Reiss hrsg. von Friedrich Frhr. Hiller von Gaertringen, 2. Auflage, Siedler, Berlin 1989  (ISBN 3-88680-017-2).
- (Einf.): Hans Rothfels: Die deutsche Opposition gegen Hitler. Eine Würdigung. Manesse, Zürich 1994  (ISBN 3-7175-8208-9).
- (Bearb.): Kuno von Westarp: Konservative Politik im Übergang vom Kaiserreich zur Weimarer Republik (= Quellen zur Geschichte des Parlamentarismus und der politischen Parteien. Reihe 3. Die Weimarer Republik. Band 10). Droste, Düsseldorf 2001  (ISBN 3-7700-5239-0).